# Campeonato Paulista de Voleibol Feminino de 2019
O Campeonato Paulista de Voleibol Feminino de 2019 foi a 47ª edição desta competição organizada pela Federação Paulista de Volleyball, realizada entre 30 de agosto e 8 de novembro.

## Participantes
| Equipe                          | Cidade             | Última participação | Paulista 2018 |
| ------------------------------- | ------------------ | ------------------- | ------------- |
| Vôlei Valinhos                  | Valinhos           | Paulista 2018       | 6º            |
| E. C. Pinheiros                 | São Paulo          | Paulista 2018       | 4º            |
| Sesi/Vôlei Bauru                | Bauru              | Paulista 2018       | 1º            |
| São Cristóvão Saúde/São Caetano | São Caetano do Sul | Paulista 2018       | 5º            |
| Osasco Audax                    | Osasco             | Paulista 2018       | 2º            |
| São Paulo/Barueri               | Barueri            | Paulista 2018       | 3º            |
| São José                        | S. J. dos Campos   | Paulista 2018       | ?º            |

## Forma de disputa
Na primeira fase as sete equipes jogaram entre si em turno único. A primeira colocada classifica diretamente para a semifinal, as demais equipes disputam as quartas de final, quando definirá as tres equipes que se classificarão as semifinais, já as duas equipes vencedoras desta fase passaram para a final do campeonato.Da fase das quartas de finais a fase final terá a disputa do set de ouro em caso de empate
A classificação foi gerida da seguinte forma:
1. Maior número de partidas ganhas.
2. Maior número de pontos obtidos, que são concedidos da seguinte forma:
  - Partida com resultado final 3-0: 5 pontos para o vencedor e 0 pontos para o perdedor.
  - Partida com resultado final 3-1: 4 pontos para o vencedor e 1 pontos para o perdedor.
  - Partida com resultado final 3-2: 3 pontos para o vencedor e 2 pontos para o perdedor.
3. Proporção entre pontos ganhos e pontos perdidos (razão de pontos).
4. Proporção entre os sets ganhos e os sets perdidos (relação Sets).
5. Se o empate persistir entre duas equipes, a prioridade é dada à equipe que venceu a última partida entre as equipes envolvidas.
6. Se o empate persistir entre três equipes ou mais, uma nova classificação será feita levando-se em conta apenas as partidas entre as equipes envolvidas.

## Primeira fase
Classificação da primeira fase.
Grupo A
|     |                   |     | Jogos | Jogos | Jogos | Resultados | Resultados | Resultados | Resultados | Resultados | Resultados | Sets | Sets | Sets  | Pontos | Pontos | Pontos |
| Pos | Equipe            | Pts | T     | V     | D     | 3–0        | 3–1        | 3–2        | 2–3        | 1–3        | 0–3        | V    | P    | R     | V      | P      | R      |
| --- | ----------------- | --- | ----- | ----- | ----- | ---------- | ---------- | ---------- | ---------- | ---------- | ---------- | ---- | ---- | ----- | ------ | ------ | ------ |
| 1   | Sesi/Vôlei Bauru  | 18  | 6     | 6     | 0     | 4          | 2          | 0          | 0          | 0          | 0          | 18   | 2    | 9,000 | 496    | 366    | 1.355  |
| 2   | Osasco Audax      | 13  | 6     | 4     | 2     | 2          | 2          | 0          | 1          | 1          | 0          | 15   | 8    | 1.875 | 519    | 502    | 1.034  |
| 3   | E. C. Pinheiros   | 12  | 6     | 4     | 2     | 1          | 3          | 0          | 0          | 0          | 2          | 12   | 9    | 1.333 | 472    | 441    | 1.070  |
| 4   | São Paulo/Barueri | 8   | 6     | 3     | 3     | 2          | 0          | 1          | 0          | 0          | 3          | 9    | 11   | 0.818 | 454    | 461    | 0.985  |
| 5   | SCS/São Caetano   | 6   | 6     | 2     | 4     | 2          | 0          | 0          | 0          | 2          | 2          | 8    | 12   | 0.667 | 417    | 0467   | 0.893  |
| 6   | Vôlei Valinhos    | 5   | 6     | 2     | 4     | 1          | 0          | 1          | 0          | 2          | 2          | 8    | 14   | 0.571 | 449    | 502    | 0.894  |
| 7   | São José          | 1   | 6     | 0     | 6     | 0          | 0          | 0          | 1          | 2          | 3          | 4    | 18   | 0.222 | 421    | 524    | 0.803  |

## Fase final
As quartas de final é jogada pelas seis equipes classificadas, sendo disputado em uma série de 2 jogos, se necessário desempate no Golden set.
|  | Quartas de final (Melhor-de-2) 21 a 25 de outubro de 2019 | Quartas de final (Melhor-de-2) 21 a 25 de outubro de 2019 | Quartas de final (Melhor-de-2) 21 a 25 de outubro de 2019 |  |  | Semi-Finais (Melhor-de-2) 29 de outubro a 3 de novembro de 2019 | Semi-Finais (Melhor-de-2) 29 de outubro a 3 de novembro de 2019 | Semi-Finais (Melhor-de-2) 29 de outubro a 3 de novembro de 2019 |  |  | Final (Melhor-de-2) 5 a 8 de novembro de 2019 | Final (Melhor-de-2) 5 a 8 de novembro de 2019 | Final (Melhor-de-2) 5 a 8 de novembro de 2019 |
|  |                                                           |                                                           |                                                           |  |  |                                                                 |                                                                 |                                                                 |  |  |                                               |                                               |                                               |
|  | 4º A                                                      | São Paulo/Barueri                                         | 2                                                         |  |  |                                                                 |                                                                 |                                                                 |  |  |                                               |                                               |                                               |
|  | 5º A                                                      | SCS/São Caetano                                           | 0                                                         |  |  |                                                                 |                                                                 |                                                                 |  |  |                                               |                                               |                                               |
|  |                                                           |                                                           |                                                           |  |  | 1º A                                                            | Sesi/Vôlei Bauru                                                | 1                                                               |  |  |                                               |                                               |                                               |
|  |                                                           |                                                           |                                                           |  |  | 1º D                                                            | São Paulo/Barueri                                               | 2                                                               |  |  |                                               |                                               |                                               |
|  |                                                           |                                                           |                                                           |  |  |                                                                 |                                                                 |                                                                 |  |  |                                               |                                               |                                               |
|  |                                                           |                                                           |                                                           |  |  |                                                                 |                                                                 |                                                                 |  |  | 1º E                                          | São Paulo/Barueri                             | 2                                             |
|  | 2º A                                                      | Osasco Audax                                              | 2                                                         |  |  |                                                                 |                                                                 |                                                                 |  |  | 1º F                                          | Osasco Audax                                  | 0                                             |
|  | 7º A                                                      | São José                                                  | 0                                                         |  |  |                                                                 |                                                                 |                                                                 |  |  |                                               |                                               |                                               |
|  |                                                           |                                                           |                                                           |  |  | 1º B                                                            | Osasco Audax                                                    | 2                                                               |  |  |                                               |                                               |                                               |
|  |                                                           |                                                           |                                                           |  |  | 1º C                                                            | Pinheiros                                                       | 0                                                               |  |  |                                               |                                               |                                               |
|  | 3º A                                                      | Pinheiros                                                 | 2                                                         |  |  |                                                                 |                                                                 |                                                                 |  |  |                                               |                                               |                                               |
|  | 6º A                                                      | Vôlei Valinhos                                            | 0                                                         |  |  |                                                                 |                                                                 |                                                                 |  |  |                                               |                                               |                                               |

### Quartas de final
Grupo B
| Data   | Hora  |              | Placar |              | Set 1 | Set 2 | Set 3 | Set 4 | Set 5 | Total | Relatório |
| ------ | ----- | ------------ | ------ | ------------ | ----- | ----- | ----- | ----- | ----- | ----- | --------- |
| 22 out | 20:00 | São José     | 1–3    | Osasco Audax | 14–25 | 19–25 | 25–21 | 15-25 |       | 73–71 | Relatório |
| 25 out | 20:00 | Osasco Audax | 3–0    | São José     | 25–18 | 25–16 | 25–14 |       |       | 75–48 | Relatório |

Grupo C
| Data   | Hora  |                | Placar |                | Set 1 | Set 2 | Set 3 | Set 4 | Set 5 | Total | Relatório |
| ------ | ----- | -------------- | ------ | -------------- | ----- | ----- | ----- | ----- | ----- | ----- | --------- |
| 21 out | 19:00 | Vôlei Valinhos | 0–3    | Pinheiros      | 16–25 | 27–29 | 19-25 |       |       | 62–54 | Relatório |
| 24 out | 21:30 | Pinheiros      | 3–1    | Vôlei Valinhos | 25–21 | 25–21 | 21-25 | 25-23 |       | 96–42 | Relatório |

Grupo D
| Data   | Hora  |                   | Placar |                   | Set 1 | Set 2 | Set 3 | Set 4 | Set 5 | Total | Relatório |
| ------ | ----- | ----------------- | ------ | ----------------- | ----- | ----- | ----- | ----- | ----- | ----- | --------- |
| 22 out | 19:00 | SCS/São Caetano   | 0–3    | São Paulo/Barueri | 22–25 | 19–25 | 22-25 |       |       | 63–50 | Relatório |
| 25 out | 19:00 | São Paulo/Barueri | 3–1    | SCS/São Caetano   | 25–21 | 25–21 | 23-25 | 26-24 |       | 99–42 | Relatório |

### Semifinais
Grupo E
| Data   | Hora  |                   | Placar |                   | Set 1 | Set 2 | Set 3 | Set 4 | Set 5 | Total | Relatório |
| ------ | ----- | ----------------- | ------ | ----------------- | ----- | ----- | ----- | ----- | ----- | ----- | --------- |
| 29 out | 21:30 | São Paulo/Barueri | 0–3    | Sesi/Vôlei Bauru  | 23–25 | 22–25 | 22-25 |       |       | 67–50 | Relatório |
| 2 nov  | 22:00 | Sesi/Vôlei Bauru  | 0–3    | São Paulo/Barueri | 19–25 | 19–25 | 20-25 |       |       | 58–50 | Relatório |

No golden set vitória do São Paulo/Barueri, 25–16.

Grupo F
| Data   | Hora  |              | Placar |              | Set 1 | Set 2 | Set 3 | Set 4 | Set 5 | Total  | Relatório |
| ------ | ----- | ------------ | ------ | ------------ | ----- | ----- | ----- | ----- | ----- | ------ | --------- |
| 30 out | 21:30 | Pinheiros    | 2–3    | Osasco Audax | 22–25 | 25–21 | 17-25 | 25-21 | 14-16 | 103–46 | Relatório |
| 3 nov  | 14:00 | Osasco Audax | 3–1    | Pinheiros    | 23–25 | 25–17 | 25-21 | 25-22 |       | 98–42  | Relatório |

### Final
Grupo G
| Data  | Hora  |                   | Placar |                   | Set 1 | Set 2 | Set 3 | Set 4 | Set 5 | Total  | Relatório |
| ----- | ----- | ----------------- | ------ | ----------------- | ----- | ----- | ----- | ----- | ----- | ------ | --------- |
| 5 nov | 21:30 | São Paulo/Barueri | 3–0    | Osasco Audax      | 25–22 | 26–24 | 26-24 |       |       | 77–46  | Relatório |
| 8 nov | 21:30 | Osasco Audax      | 2–3    | São Paulo/Barueri | 25–22 | 25–20 | 24-26 | 22-25 | 11-15 | 107–42 | Relatório |

## Premiação
| Campeonato Paulista de Voleibol Feminino de 2019 |
| ------------------------------------------------ |
| São Paulo/Barueri Campeão (1.º título)           |